# 1В13

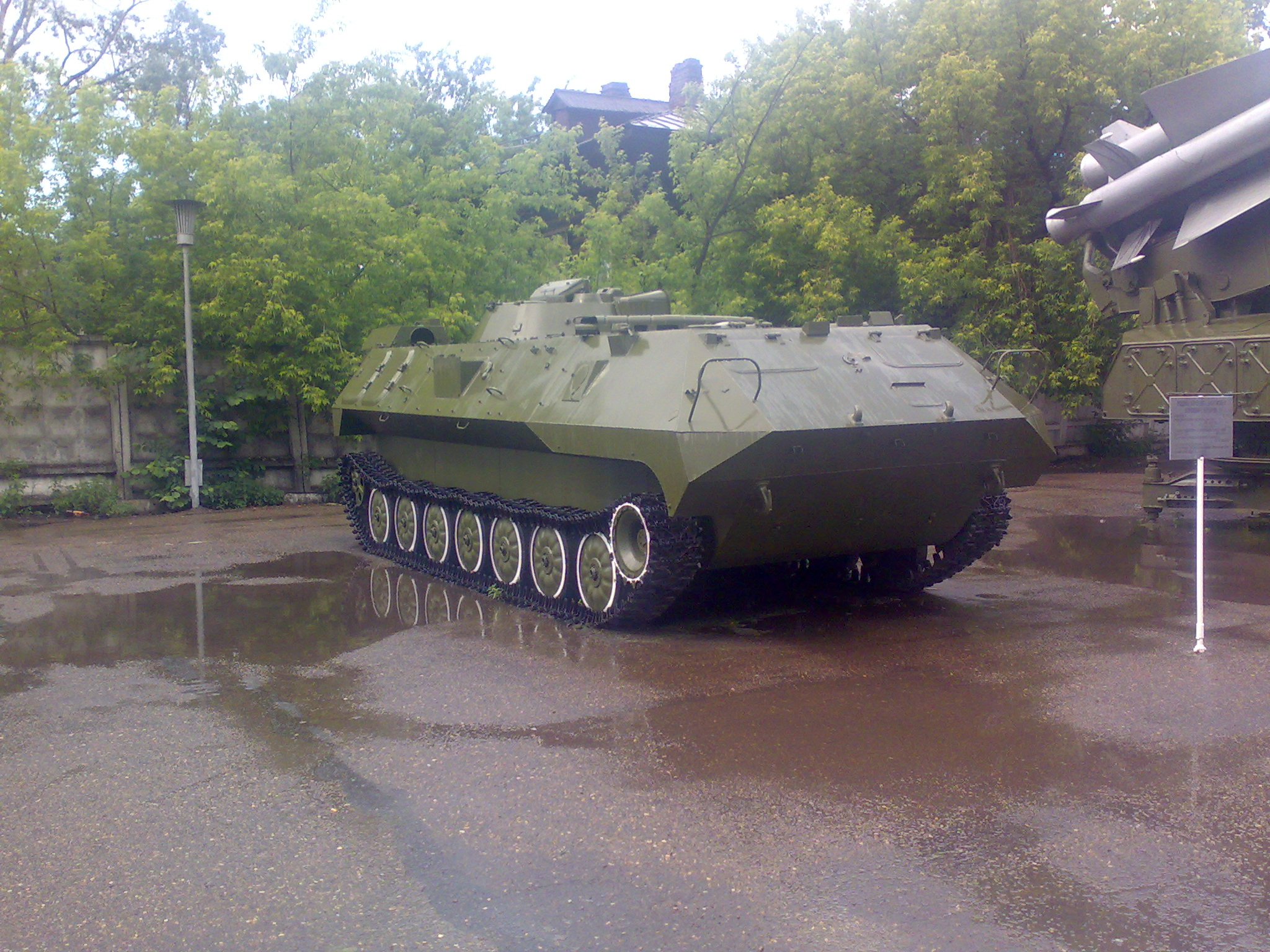
1В12 в

Машина 1В13 (за класифікацією НАТО — ACRV M1974/1) — радянська та російська машина старшого офіцера батареї комплексу засобів автоматизованого управління вогнем самохідної артилерії 1В12 «Машина-С».

## Опис конструкції
Машина 1В13 комплексу 1В12 створена на базі шасі МТ-ЛБу. Розміщується на опорному пункті батареї на місці, що забезпечує зручне управління, для управління вогневими взводами. Вирішує завдання визначення координат вогневої позиції, орієнтує артилерійську систему в основному напрямку, приймає дані для стрільби на САУ від командно-штабної машини дивізіону 1В16 і здійснює контроль установок прицільних пристроїв по радіо або проводових каналах зв'язку. Також машина 1В13 підтримує зв'язок з командиром артилерійської системи, командиром артилерійського дивізіону, начальником штабу та командиром артилерійської батареї.
У машині є 3 запасні місця. До складу екіпажу машини входять 6 осіб:
- механік-водій
- оператор-топогеодезист
- радіотелефоніст
- старший радіотелефоніст
- командир відділення — обчислювач
- старший офіцер батареї.

### Броньовий корпус та башта
Корпус машини цільнозварний і повністю герметичний, виконаний з броньової сталі. Захищає апаратуру та екіпаж від впливу радіоактивного пилу, куль та уламків. У правій та лівій площинах корпусу знаходиться апаратне відділення, в якому встановлено два паливні баки. У середній частині корпусу встановлено двигун. Від апаратного відділення двигун відгороджений звуко- та теплоізоляційними перегородками.
Відділення управління має два ряди сидінь. Перший ряд сидінь розміщує механіка-водія, командира відділення та радіотелефоніста. Другий ряд місць запасний, на них може бути розміщений десант. В апаратному відділенні розміщуються три сидіння для старшого офіцера батареї, старшого радіотелефоніста та оператора-обчислювача, сидіння старшого офіцера батареї має можливість повороту на 180°.
Перед робочим місцем старшого радіотелефоніста розташований столик у нерухомій частині якого закріплений польовий телефонний комутатор П-193М. Над столиком є приймач радіостанції Р-123М.

### Двигун та трансмісія
До складу силової установки входять двигун та системи його обслуговування. Трансмісія складається з бортових передач, головної передачі, головного фрикціону та проміжного редуктора.

### Ходова частина
До складу ходової частини машини входять два напрямні колеса, 14 опорних катків, чотири гідроамортизатори та натяжні пристрої з двома гусеничними стрічками.

## Виробництво
СРСР
- Серійне виробництво — Пермський машинобудівний завод (ПМЗ)[6]

 Вірменія
- Роботи з модернізації — Єреванський НДІ математичних машин (ЄРНДІММ)[7]

## Модифікації
- 1В13 — машина старшого офіцера батареї комплексу засобів автоматизованого управління вогнем (КЗАУВ) 1В12
- 1В13-1 — машина старшого офіцера батареї КЗАУВ 1В12-1
- 1В13-3 — машина старшого офіцера батареї КЗАУВ 1В12-3, 1В12-4
- 1В13М — машина старшого офіцера батареї КЗАУВ 1В12М
- 1В13М-1 — машина старшого офіцера батареї КЗАУВ 1В12М-1
- 1В13М-3 — машина старшого офіцера батареї КЗАУВ 1В12М-3
- MT-LBu-TP — фінська модифікація машини старшого офіцера батареї 1В13.

## Бойове застосування

### Російсько-українська війна
На початку червня 2022 року чотири отримані від Норвегії САУ M109A3GN разом з українською машиною управління вогнем артилерії 1В13 були помічені на Київщині.
Імовірно, комплекс автоматизованого керування вогнем радянського виробництва було інтегровано з західними артилерійськими установками, які надходять до України.

## Оператори

### Колишні оператори
- СРСР

### Поточні оператори
- Росія
- Україна (у 2008 році, коли Міністерство оборони України очолював Юрій Єхануров, девʼятнадцять машин 1В13 та її модифікацій були включені до переліку майна Збройних Сил України, яке може бути відчужено[10]).

## Бойове застосування
- Друга російсько-чеченська війна — використовувалися російськими військами[11]
- Російсько-українська війна (з 2014)[1]
- Російське вторгнення в Україну (2022)[2]